# Малаховский, Станислав
Станислав Малаховский (пол. Stanisław Małachowski) (24 августа 1736, Коньске — 29 декабря 1809, Варшава) — крупный польский политический деятель, подстолий великий коронный (с 1779 года), референдарий великий коронный (1780—1792), староста садецкий (1755—1784), маршалок коронной конфедерации Польского королевства и маршалок Четырёхлетнего сейма (1788—1792), председатель временной комиссии (1807), генеральной директории (1807), совета министров (1807), правящего совета (1807) и сената Герцогства Варшавского (1807—1809).

## Биография
Представитель польского дворянского рода Малаховских герба «Наленч». Второй сын канцлера великого коронного, графа Яна Малаховского (1698—1762), и Изабеллы Хумиецкой.
Был маршалом коронного трибунала и за справедливость получил наименование Аристида польского; в 1788 году единогласно был избран маршалом сейма и принял горячее участие в составлении конституции 3 мая. На одноименной картине Яна Матейко изображён в центре, с текстом конституции в руке.
Желая способствовать признанию равноправности низших классов, он в 1791 году записался в число варшавских мещан и, вступив в соглашение с своими крестьянами, дал им личную свободу. Обманутый в своих надеждах, он сложил свои должности и удалился в Италию, потом — в свои галицийские имения.
В декабре 1806 был вызван Наполеоном в Варшаву, где 14 января 1807 назначен председателем Правящего Совета (временного правительства Варшавского герцогства). В октябре 1807 король Фридрих Август I назначил Станислава Малаховского — председателем Совета Министров Варшавского герцогства.
После образования Великого герцогства Варшавского был председателем сената.
Много бумаг его напечатано в «Zbior mów sejmowych».
Был дважды женат. Его первой женой стала Урсула Потоцкая, дочь старосты кнышинского Томаша Гуттен-Чапского (1711—1784), вторично женился на её родной сестре Констанции Гуттен-Чапской. От двух браков детей не имел.